# Спайсер (Міннесота)
Спайсер (англ. Spicer) — місто (англ. city) в США, в окрузі Кендійогі штату Міннесота. Населення — 1112 особи (2020).

## Географія
Спайсер розташований за координатами 45°14′4″ пн. ш. 94°56′26″ зх. д. / 45.23444° пн. ш. 94.94056° зх. д. (45.234536, -94.940451).  За даними Бюро перепису населення США в 2010 році місто мало площу 2,97 км², з яких 2,94 км² — суходіл та 0,03 км² — водойми.

## Демографія
Згідно з переписом 2010 року, у місті мешкало 1167 осіб у 520 домогосподарствах у складі 312 родин. Густота населення становила 393 особи/км².  Було 621 помешкання (209/км²).
Расовий склад населення:
| - 98,2 % — білих - 0,4 % — корінних американців - 0,2 % — азіатів - 0,1 % — чорних або афроамериканців |

До двох чи більше рас належало 0,9 %. Частка іспаномовних становила 4,1 % від усіх жителів.
За віковим діапазоном населення розподілялося таким чином: 22,7 % — особи молодші 18 років, 58,4 % — особи у віці 18—64 років, 18,9 % — особи у віці 65 років та старші. Медіана віку мешканця становила 40,4 року. На 100 осіб жіночої статі у місті припадало 95,5 чоловіків;  на 100 жінок у віці від 18 років та старших — 90,3 чоловіків також старших 18 років.
Середній дохід на одне домашнє господарство  становив 78 990 доларів США (медіана — 54 954), а середній дохід на одну сім'ю — 101 824 долари (медіана — 80 804). Медіана доходів становила 50 189 доларів для чоловіків та 35 208 доларів для жінок. За межею бідності перебувало 6,6 % осіб, у тому числі 5,3 % дітей у віці до 18 років та 7,5 % осіб у віці 65 років та старших.
Цивільне працевлаштоване населення становило 710 осіб. Основні галузі зайнятості: освіта, охорона здоров'я та соціальна допомога — 29,4 %, роздрібна торгівля — 15,4 %, виробництво — 13,0 %.